# 952
| [ Edytuj tabelę ]              |                                         |
| Książę Polski                  | - 940 Siemomysł 960                     |
| Król Anglii                    | - 946 Edred 955                         |
| Hrabia Aragonii                | - 922 Andregota Galíndez 972            |
| Hrabia Aragonii i król Nawarry | - 926 Garcia I 970                      |
| Hrabia Barcelony               | - 947 Borrell II 992 - 947 Miro 966     |
| Książę Bawarii                 | - 947 Henryk I 955                      |
| Książę Burgundii               | - 923 Hugo Czarny 952 - 952 Gilbert 956 |
| Cesarz Bizancjum               | - 913 Konstantyn VII Porfirogeneta 959  |
| Car Bułgarii                   | - 927 Piotr I 969                       |
| Książę Czech                   | - 935 Bolesław I Srogi 972              |
| Król Danii                     | - 940 Gorm Stary 958                    |
| Władca Egiptu                  | - 946 Abu al-Kasim Unudżur 960          |
| Król Franków zachodnich        | - 936 Ludwik IV Zamorski 954            |
| Hrabia Holandii                | - 939 Dirk II 988                       |
| Cesarz Japonii                 | - 946 Murakami 967                      |
| Kalif                          | - 946 Al-Muti 974                       |
| Hrabia Kastylii                | - 923 Ferdinand Gonzalez 970            |
| Król Khmerów                   | - 944 Radżendrawarman II 968            |
| Wielki książę Kijowa           | - 945 Światosław I 972                  |
| Patriarcha Konstantynopola     | - 933 Teofilakt 956                     |
| Władca Korei                   | - 949 Kwangjong 975                     |
| Król Leónu                     | - 950 Ordoño III 956                    |
| Król Norwegii                  | - 933 Haakon Dobry 961                  |
| Hrabia Palatynatu              | - 945 Hermann Pusillus 994              |
| Papież                         | - 946 Agapit II 955                     |
| Hrabia Portugalii              | - 950 Gonçalo Mendes 999                |
| Książę Saksonii                | - 936 Otton I Wielki 961                |
| Król Szkocji                   | - 943 Malcolm I 954                     |
| Doża Wenecji                   | - 942 Pietro III Candiano 959           |
| Książę Węgier                  | - 947 Fajsz 955                         |

Rok 952 / CMLII
stulecia: IX wiek ~
X wiek ~
XI wiek

lata: 942 «
947 «
948 «
949 «
950 «
951 «
952
» 953
» 954
» 955
» 956
» 957
» 962

## Wydarzenia
- Lato - w Sejmie w Augsburgu (zwołanym przez króla Ottona I), w towarzystwie niemieckich szlachciców i biskupów, Berengar II złożył hołd. Stał się wasalem Królestwa wschodniofrankijskiego. Król Otton pozostawił silny garnizon w Pawii w rękach swojego zięcia Konrada Rudego, księcia Lotaryngii[1].

- śmierć Króla Konstantyna II w klasztorze Św. Andrzeja (gdzie przebywał od 943 r.). Jego kuzyn i rządzący monarcha, Malcolm I, walczył w bitwie z Normanami (lub Nordyckimi Gaelami[2]

- Lato - siły Kalbidów pod dowództwem Al-Hasana ibn Ali al-Kalbi (arystokratycznego członka rządzącego kalifatu Fatymidów) wypłynęły z Sycylii i zaatakowały bizantyjską Kalabrię. Zaatakował także kilka innych miast, m.in. Gerace i Cassano all’Ionio.

## Urodzili się
- Adelajda Akwitańska, królowa Francji, małżonka Hugona Kapeta (ur. w 945 lub w 952)
- Adela z Hamaland, hrabina frankońska i regentka (zm. 1021)
- Fakhr al-Dawla, emir Gorganu i Tabarystanu (zm. 997)
- Sa'd al-Dawla, emir Aleppo z dynastii Hamdanidów (zm. 991)
- Song, chińska cesarzowa, małżonka cesarza Taizu (zm. 995)

## Zmarli
- 15 czerwca - Murong Yanchao, chiński generał
- 17 lipca - Wu Hanyue, chińska szlachcianka (ur. 913)
- 6 września - Suzaku, cesarz Japonii (ur. 923)
- 10 września - Gao Xingzhou, chiński generał (ur. 885)
- 17 grudnia - Hugo Czarny, książę Burgundii[3]

data nieznana:
- Alan II Krętobrody, książę Bretanii
- Konstantyn II, król Alby (Szkocja)[4]
- Li Jianxun, chiński urzędnik i kanclerz
- Mansur ibn Qara-Tegin, gubernator Samanid